# Arabella Hunt
Arabella Hunt, née à Londres le 27 février 1662 et morte dans la même ville le 26 décembre 1705, est une soprano et luthiste anglaise célèbre pour ses qualités de musicienne ainsi que pour sa vie tumultueuse.

## Biographie

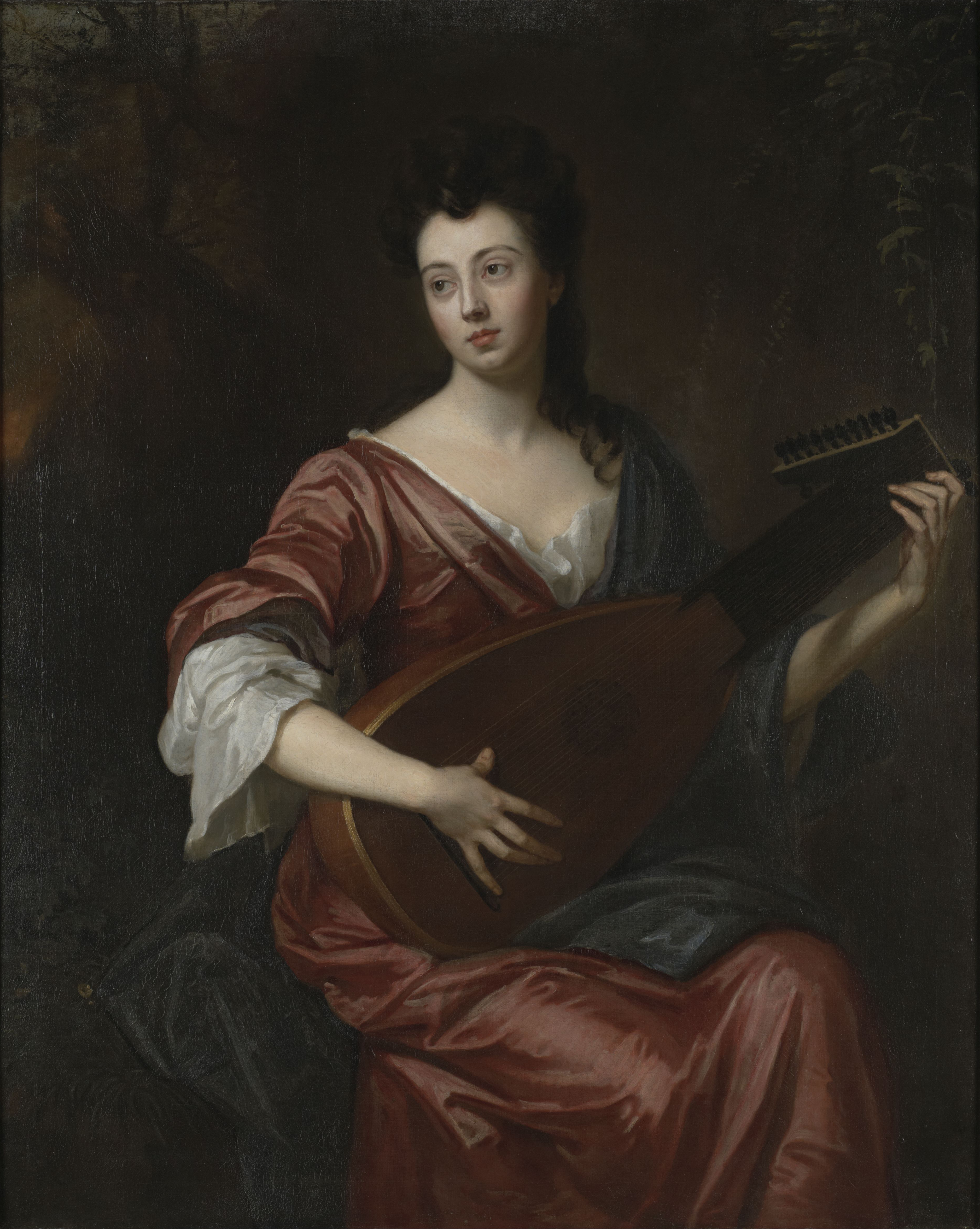
Arabella Hunt, huile sur toile de Godfrey Kneller, 1692.

Arabella Hunt est née à Londres le 27 février 1662 de Richard et Elizabeth Hunt. Elle chante à la cour et aurait joué un rôle dans le spectacle de cour Calisto, ou la nymphe chaste de John Crowne en 1675. En 1678 ou 1679, son père décède et, en tant que seule enfant survivante (deux frères et sœurs meurent en bas âge), elle hérite d'une maison à Upton dans le Buckinghamshire.
Le 12 septembre 1680, elle épouse James Howard à l'église paroissiale de St Marylebone. Après six mois de vie commune, Hunt quitte son mari et intente une action contre lui pour annuler le mariage au motif que Howard n'est pas en fait un homme, mais une femme appelée Amy Poulter (née Gomeldon). De plus, au moment de leur mariage, Poulter était déjà mariée à un homme appelé Arthur Poulter, décédé récemment. Hunt affirme également que son « mari » est hermaphrodite, mais lorsque Howard/Poulter est examiné par cinq sages-femmes désignées comme jury dans l'affaire, il est constaté qu'elle est une femme biologiquement ordinaire.
Le mariage est finalement annulé le 15 décembre 1682, au motif que deux femmes ne peuvent pas légalement se marier. Poulter meurt peu de temps après et Hunt reste célibataire pour le reste de sa vie. La vie de Annabelle Hunt est livrée en pâture aux médias anglais.
Pendant de nombreuses années, Hunt est employée à la cour comme chanteuse et luthiste. Elle est très appréciée par la reine Marie II et enseigne le chant à la princesse Anne. Plus tard, la reine Mary lui verse une pension annuelle de 100 livres.
Hunt est admirée et respectée par les meilleurs esprits de l'époque ; John Blow et Purcell écrivent pour elle une musique difficile ; John Hughes, le poète, est son ami ; William Congreve écrit une longue ode irrégulière sur « Mme Arabella Hunt chantant » et, après sa mort, écrit une épigramme sous un portrait d'elle assise sur une rive en train de chanter. Le tableau est réalisé par Godfrey Kneller. Dans une ode, Sur l'excellence de la voix et de la manière de chanter de Mme Hunt, composée en 1700, John Blow déclare qu'« elle règne seule, est reine de la musique par le choix du peuple ».
Sa rivalité avec Charlotte Butler, que Purcell préfère, participe de la légende de l'art lyrique au XVIIe siècle.